# Джонстон, Элвин Мелвин
Элвин Мелвин (Текс) Джонстон (англ. Alvin Melvin «Tex» Johnston) — американский лётчик-испытатель; получил известность как пионер реактивной авиации Соединённых Штатов, первым поднявший в небо прототипы таких самолётов, как XB-47 Stratojet, XB-52 Stratofortress, KC-135 Stratotanker, Boeing 367-80 и Boeing 707.

## Биография

### Ранние годы
Элвин Джонстон родился 18 августа 1914 года в Эдмайре (штат Канзас) в семье фермеров Элвы и Эллы Джонстонов. В 1925 году на их пастбище для коров на окраине Эмпории приземлился самолёт Curtiss JN-4 Jenny из «летающего цирка», пилот которого взял к себе в кабину 11-летнего Элвина и прокатил его по небу, после чего приземлился близ дома Джонстонов. Этот полёт произвёл на мальчика настолько огромное впечатление, что он схватив руку лётчика сказал: Я люблю вас. Я хочу быть таким же, как вы (англ. I love you. I'm going to be just like you). Отныне он всерьёз увлёкся авиацией и в 15 лет уже сам пилотировал самолёт Waco, но из-за ограниченных финансов его полёты длились по 10—20 минут. После окончания средней школы, Элвин сумел убедить родителей в своей решимости стать авиатором и переехал в Талсу (штат Оклахома), где обучался в Спартанской авиашколе и получил лицензию авиатехника, а в 20 лет — лицензию пилота.
По окончании авиашколы он пришёл в Летающий цирк братьев Инманов, где занимался продажей билетов и ремонтом самолётов, параллельно занимаясь осваиванием самолёта Ford Trimotor и выполняя на нём периодические полёты, а также подрабатывая пилотом-инструктором. В 1935 году он женился на Делорес Хонеа (англ. DeLores Honea), после чего поступил в Университет штата Канзас, где обучался механике и авиастроению. Когда в Европе началась Вторая мировая война, президент США Франклин Рузвельт организовал в стране масштабную подготовку пилотов, в связи с чем Джонстон бросил университет и устроился на должность пилота-инструктора.

### Bell Aircraft
В декабре 1941 года, после вступления США в войну, он перешёл в Военно-воздушный корпус армии США, где занимался перегонкой новых самолётов с заводов к местам назначения. Эта работа позволила Элвину значительно увеличить свой лётный опыт и освоить новейшие самолёты, в том числе и многодвигательные. Его способности привлекли внимание руководства авиастроительной компании Bell Aircraft, расположенной в Ниагара-Фолс (штат Нью-Йорк), поэтому в 1942 году Элвин Джонстон стал лётчиком-испытателем серийных и экспериментальных самолётов. Там он завоевал себе отличную репутацию и ему доверяли пилотировать прототипы таких самолётов, как P-39 Airacobra и XP-63 Kingcobra, а также YP-63, P-47 Thunderbolt и P-51 Mustang. Примечательно, что когда Элвин садился в кабину P-39, он был одет в ковбойские сапоги и шляпу Stetson; это заметил авиамеханик, после чего за лётчиком навсегда закрепилось прозвище «Текс» (англ. Tex), что в свою очередь является прозвищем жителей Техаса (англ. Texas).
Именно Джонстон выполнял облёт трофейного немецкого самолёта Focke-Wulf Fw 190 Würger, что позволило узнать характеристики последнего. Высокая репутация лётчика привела к тому, что он был направлен в Калифорнию, где участвовал в засекреченной программе по созданию XP-59A Airacomet — первого американского реактивного самолёта. Далее он участвовал в создании самолёта XP-83, а затем занимался опытным самолётом L-39, на котором впервые было применено крыло с углом стреловидности 35°, и беспилотным летательным аппаратом на базе F7F Tigercat.
После окончания Второй мировой войны и образования излишка военных самолётов, Джонстон уговорил Ларри Белла выкупить пару P-39Q Аэрокобра, которые на фирме были глубоко модернизированы для воздушных гонок с целью рекламы компании. Первый гоночный самолёт, на котором собирался выступить ведущий лётчик-испытатель Bell Aircraft Джек Вуламс получил название Cobra-I, самолёт Джонстона назвали Cobra-II. Возвращаясь 30 августа из Кливленда в Ниагара-Фолс после, по его мнению, неудачной квалификации в Национальной воздушной гонке, Вуламс над озером Онтарио разогнал самолёт до скорости свыше 400 миль в час и на этой скорости по неизвестной причине врезался в воду и погиб. Это едва не привело к отмене участия команды в гонке, но Джонстон настоял на том, что в память Вуламса, который обязательно хотел в ней участвовать, это нужно сделать. Команда Cobra-II всю ночь работала над повышением безопасности самолёта и 1 сентября 1946 года Джонстон принял участие в гонке за Трофей Томпсона. В ней Джонстон достиг скорости 373,908 мили (601,75 км) в час, установив новый рекорд для полёта по замкнутому маршруту и выиграв главный приз. Текс участвовал в разработке опытного X-1 с ракетным двигателем и 22 мая 1947 года выполнил на нём полёт, уже после полетевшего на нём первым Джека Вуламса и преодолевшего затем на нём звуковой барьер Чака Йегера. Как в 1991 году вспоминал Джонстон, X-1 в полёте показал себя потрясающе и выдерживал даже 18-кратные перегрузки.
В конце 1940-х годов компания Bell стала наращивать производство вертолётов, поэтому Элвин Джонстон, хоть и с неохотой, стал директором подразделения компании в Хьюстоне (штат Техас), где сумел показать преимущества нового типа воздушных судов в использовании для обработки полей и разведки нефтяных месторождений в сложных условиях, включая болота Луизианы.

### Boeing Company

Вид на правое крыло и расположенный внизу Сиэтл с перевёрнутого Boeing 367-80

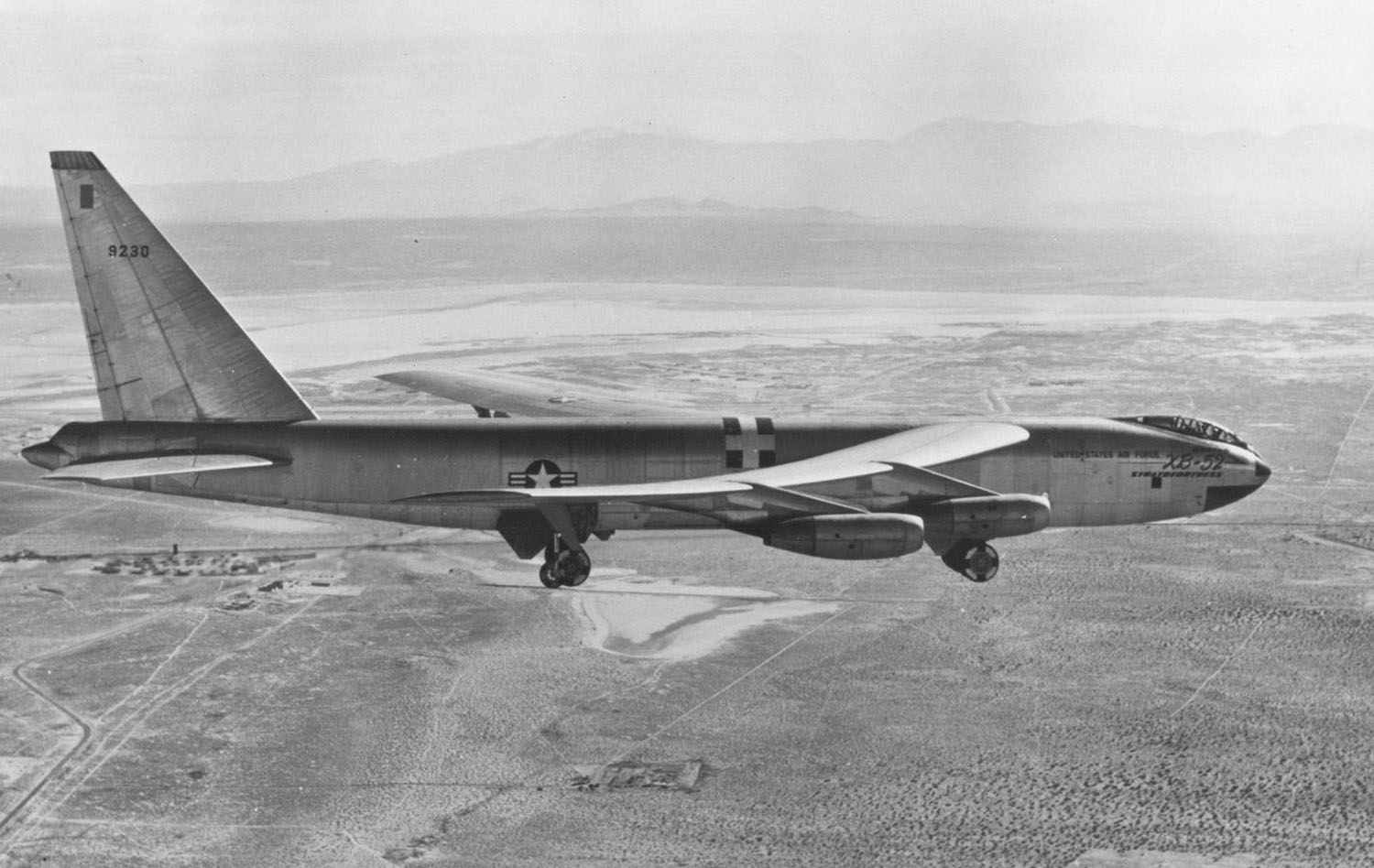
Первый прототип XB-52

Не являясь поклонником вертолётов, в 1949 году Джонстон перешёл из Bell в Boeing, где принял участие в создании самолёта XE3-47 — первого американского бомбардировщика со стреловидным крылом. Он же впервые поднял прототип XB-47 в небо, выполняя полёты сперва в Сиэтле (штат Вашингтон), а после в Уичито (штат Канзас). Именно Текс первым обнаружил, что для таких самолётов требуются элероны изменённой конструкции, которые должны отличаться от применявшихся ранее на тихоходных поршневых бомбардировщиках. Также есть данные, что Джонстон был единственным, кто выполнил на XB-47 такую фигуру пилотажа, как «бочку». На период испытаний в Уичито Элвин Джонстон был повышен до Главного лётчика-испытателя. В 1951 году он вернулся в Сиэтл, чтобы участвовать в создании нового бомбардировщика, а 2 октября 1952 года Текс впервые поднял в небо первый прототип XB-52 Stratofortress (борт 49-230). На демонстрации присутствовал и президент Дуайт Эйзенхауэр, который затем лично поздравил лётчика с успешным полётом; после этого Элвин Джонстон был назначен начальником лётных испытаний в Boeing. Как говорили про него коллеги, «[Он] может заставить летать всё» (англ. could make anything fly).
15 июля 1954 года Текс был командиром экипажа, который впервые поднял в небо опытный самолёт Boeing 367-80 (также известен как Dash 80) — прототип воздушного танкера KC-135 Stratotanker и авиалайнера Boeing 707. Компания Boeing возлагала на этот прототип большие надежды, но поначалу авиакомпании не заинтересовались им. 7 августа 1955 года Текс Джонстон в рамках проходившего в Сиэтле авиашоу должен был выполнить пролёт на Dash 80 над озером Вашингтон чтобы показать новый самолёт представителям авиакомпаний и Администрации гражданской аэронавтики. И тут опытный пилот решил показать возможности этой машины. На глазах у 200 тысяч зрителей машина длиной 39 метров и с размахом крыла почти 40 метров следуя на высоте 400 футов (120 м) со скоростью 400 миль/ч (около 640 км/ч) выполнила небольшой подъём, после чего медленно вращаясь влево выполнила оборот вокруг своей продольной оси, при этом кратковременно задержавшись в перевернутом положении. Затем, посчитав, что не все увидели этот манёвр, пилот повторил его ещё раз. От увиденного директор компании Boeing Уильям Аллен тут же попросил себе успокоительное, тогда как стоящий рядом друг восторженно ему сказал: Текс только что для тебя продал твой самолёт (англ. Tex has just sold your plane for you). После этого полёта Аллен вызвал к себе Джонстона и потребовал, чтобы тот больше не вытворял подобные «фокусы», на что пилот невозмутимо ответил, что он «продаёт самолёты».
«Бочка» над Сиэтлом никак не повлияла на карьеру Джонстона, который 11 марта 1957 года также на Boeing 367-80 выполнил беспосадочный полёт по маршруту Сиэтл—Балтимор протяжённостью 2350 миль (3780 км), при этом пассажиров на борту обслуживали стюардессы из авиакомпаний American Airlines, Braniff International Airways и Trans World Airlines. Благодаря попаданию в высотное струйное течение, данный рейс занял по продолжительности 3 часа 58 минут, а путевая скорость иногда достигала 698 миль/ч (1123 км/ч), что превышает скорость звука. 20 декабря 1957 года, несмотря на дождь, Элвин Джонстон поднял в небо первый Boeing 707 (борт N708PA).
С 1960 по 1963 год Джонстон принимал участие в разрабатываемой в Сиэтле программе по созданию космического военного аппарата X-20 Dyna Soar, а с 1964 по 1968 год был управляющим испытательного центра Boeing Atlantic в Коко-Бич (штат Флорида), где принимал участие в программах LGM-30 Minuteman и Lunar Orbiter. Кроме того, он работал в НАСА, где принимал участие в программах Saturn S-1C и Appolo.

### Дальнейшая карьера
В 1968 году Джонстон уволился из Boeing и перебрался в Санта-Барбару (штат Калифорния), где основал собственную компанию Tex Johnston, Total-In-Flight Simulator, Incorporated. В 1975 году он был приглашён в корпорацию Stanley Aviation Corporation, которая занималась созданием катапультируемых кресел для воздушных аппаратов, где стал Главным пилотом и директором испытательного отдела. Кроме того, у Текса был собственный бизнес в Эверетте (штат Вашингтон). В 1991 году совместно с писателем Чарльзом Бартоном (англ. Charles Barton) он опубликовал свои мемуары Tex Johnston: Jet Age Test Pilot (рус. Текс Джонстон. Лётчик-испытатель реактивной эры). В 1993 году Элвин Джонстон был включён в Национальный авиационный зал славы в Дейтоне (штат Огайо).
В 1990-х годах у знаменитого пилота стала развиваться болезнь Альцгеймера. 29 октября 1998 года 84-летний Элвин «Текс» Джонстон умер в доме для престарелых в Маунт-Верноне (штат Вашингтон). У него остались сын Гэри (англ. Gary), дочери Джуди (англ. Judy) и Барбара (англ. Barbara), 9 внуков и 3 правнука.

## Культурные аспекты
По некоторым данным, Текс Джонстон послужил прообразом безрассудного командира бомбардировщика B-52 Stratofortress Т. Дж. Конга по прозвищу «Кинг» из фильма «Доктор Стрейнджлав, или Как я перестал бояться и полюбил бомбу» (1964), который при этом выполнял полёт одетым в ковбойском стиле.